# ورزشگاه تی‌پی مازمبه
ورزشگاه تی‌پی مازمبی (انگلیسی: Stade TP Mazembe)، ورزشگاهی در شهر لوبومباشی در کشور جمهوری دموکراتیک کنگو است.
از سال ۲۰۱۱ تاکنون بازی‌های خانگی باشگاه فوتبال تی‌پی مازمبی و CS Don Bosco در این ورزشگاه برگزار می‌شود.